# Rombach-Martelingen
Rombach-Martelingen (luxemburgisch Rombech, französisch Rombach-Martelange) ist eine Ortschaft in der Gemeinde Rambruch im Kanton Redingen im Großherzogtum Luxemburg.

## Lage
Rombach-Martelingen liegt im Tal der Sauer direkt an der Grenze zu Belgien ganz im Westen des Großherzogtums. Nachbarorte sind Martelange (Martelingen) auf belgischer Seite, mit dem es einen Doppelort bildet, sowie Obermartelingen und Wolwelingen im Süden.

## Allgemeines und Geschichte
Ursprünglich war Rombach-Martelingen ein Teil von Martelingen, wurde aber mit Ziehung der luxemburgisch-belgischen Grenze in Folge der Belgischen Revolution entlang der Straße Bastogne (Bastnach)-Arlon (Arel) im Jahr 1839 vom Ortskern getrennt. Martelingen wurde belgisch, Rombach-Martelingen luxemburgisch. 1842 wurde der Ort der Gemeinde Perl zugeordnet. Zum 1. Januar 1979 kam der Ort an die neue Gemeinde Rambruch.